# Şaziye Erdoğan
Pour les articles homonymes, voir Erdoğan.
Şaziye Erdoğan-Okur, née le 23 février 1992 à Ankara, est une haltérophile turque.

## Carrière
Şaziye Okur évolue d'abord dans la catégorie des moins de 48 kg. Elle est médaillée de bronze à l'épaulé-jeté et au total aux Championnats d'Europe d'haltérophilie 2010 à Minsk et médaillée de bronze à l'épaulé-jeté aux Championnats d'Europe d'haltérophilie 2017 à Split. Aux Jeux de la solidarité islamique de 2017 à Bakou, elle est médaillée d'argent au total, tandis qu'aux Jeux méditerranéens de 2018, elle obtient la médaille d'or que ce soit à l'arraché ou à l'épaulé-jeté.
Şaziye Erdoğan concourt ensuite dans la catégorie des moins de 45 kg. Aux Championnats d'Europe d'haltérophilie 2019 à Batoumi, elle est médaillée d'or à l'arraché et au total ainsi que médaillée d'argent à l'épaulé-jeté ; elle réédite les mêmes performances aux Championnats du monde d'haltérophilie 2019 à Pattaya. 
Elle obtient une médaille de bronze à l'épaulé-jeté aux Championnats d'Europe d'haltérophilie 2021 à Moscou.
Aux Championnats du monde d'haltérophilie 2021 à Tachkent, elle est médaillée d'argent à l'arraché et médaillée de bronze à l'épaulé-jeté ainsi qu'au total dans la catégorie des moins de 45 kg.
Elle remporte la médaille de bronze dans les épreuves féminines d'arraché et d'épaulé-jeté de la catégorie des moins de 49 kg aux Jeux méditerranéens de 2022 à Oran, en Algérie.